# Хан Кван Сон
Хан Кван Сон (кор. 한광성; 11 сентября 1998, Пхеньян) — северокорейский футболист, нападающий клуба «25 апреля» и сборной КНДР.

## Клубная карьера
Хан выступал у себя на родине за клуб «Чобьён». В 2017 году состоялся его переход в итальянскую команду «Кальяри». В первое время Хан выступал за молодёжный состав этого клуба. Молодой игрок дебютировал в Серии А 2 апреля 2017 года в матче против «Палермо». Уже во втором своём матче (против «Торино») в чемпионате Хан забил свой первый гол за команду, став первым северокорейцем, забивавшим в итальянском первенстве.
В сентябре 2019 Хан Кван Сон перешёл в туринский «Ювентус». 26 октября 2019 года он впервые попал в заявку «Ювентуса» на матч 9-го тура серии А с «Лечче» (1:1), но на поле не вышел.
В январе 2020 года Хан Кван Сон перешел в катарский «Аль-Духаиль».

## Карьера в сборной
Хан принимал участие на юношеском чемпионате Азии 2014, где забил четыре гола в шести матчах и внёс весомый вклад в победу северокорейцев в турнире. Также он участвовал на юношеском чемпионате мира 2015, провёл четыре встречи.
Хан Кван Сон является одним из лидеров национальной сборной КНДР по футболу, на его счету 21 матч и 2 гола.

## Достижения
- Чемпион Азии (юн.): 2014